# 卡塔馬約縣

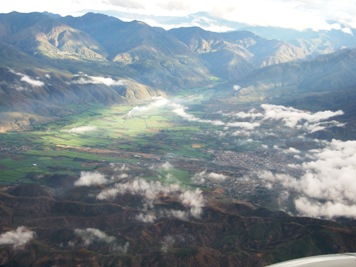

卡塔馬約縣（西班牙語：Cantón Catamayo），是厄瓜多爾的縣份，位於該國南部，由洛哈省負責管轄，始建於1981年5月18日，面積649平方公里，海拔高度1,300米，2001年人口30,638，人口密度每平方公里47.21人。